# Orangeville
Orangeville es un pueblo situado en la provincia de Ontario, Canadá, su población es de unos 28.000 habitantes. Además es la sede del condado de Dufferin.

## Demografía
- Población: 28.000 (2008)
- % de variación (2001-2006): 6,5
- Viviendas: 9.636
- Superficie (km²): 15,57
- Densidad (habitantes por km²): 1.729,3

## Famosos
- Edge, luchador profesional.
- DVBBS, Dj.
- Thon Maker, jugador de la NBA.
- Jamal Murray, jugador de la NBA.
- Christian Cage, luchador profesional.
- Nick Cvjetkovich, luchador profesional.

- Datos: Q2470087
- Multimedia: Orangeville, Ontario / Q2470087